# Larry Kelley
College Football Hall of Fame 1969
Lawrence Morgan Kelley, né le 30 mai 1915 à Conneaut et mort le 27 juin 2000 à Hightstown, est un joueur américain de football américain.

## Enfance
Kelley étudie à la Peddie School dans le New Jersey.

## Carrière

### Université
Il entre à l'université de Yale où il fait des études d'enseignant. Parallèlement, il est capitaines des Bulldogs en football américain et de baseball. Il joue aussi en basket-ball. En 1934, il réussit à repousser deux plaqueurs pour réussir à marquer un touchdown contre Princeton. Deux ans plus tard, toujours contre Princeton, alors que Yale est mené 16-0, il permet à son équipe de revenir et marque le touchdown de la victoire 26-23. Dans sa carrière, il va jouer six fois contre Harvard et marquer un touchdown à chacun de ses six matchs. Il sera nommé MVP du East-West Shrine Game en 1936 et remporte le trophée Heisman la même année.

### Professionnel
Larry Kelley est sélectionné lors du neuvième tour du draft de la NFL de 1937. Mais néanmoins, il décide de jouer pour l'AFC avec les Shamrocks de Boston.

## Retraite
Après sa retraite du football, il devient professeur d'histoire et directoire du comité des anciens élèves à la Peddie School, son ancienne école.
Pour en faire profiter ses nièces et neveux, Kelley vend son Trophée Heisman en décembre 1999 pour 328 110 dollars au The Stadium Museum Restaurant & Bar à Garrison.

## Décès
Victime d'un cailleau de sang, il subit une intervention chirurgicale à cœur-ouvert. Il survit. Le 27 juin 2000, Kelley se suicide par balle à son domicile d'Hightstown dans le New Jersey.